# Seznam predsednikov vlade Združenega kraljestva
Seznam predsednikov vlade Združenega kraljestva.

## Od 1721
| 18. stoletje | 18. stoletje | 18. stoletje | 18. stoletje | 19. stoletje | 20. stoletje | 21. stoletje |
| ------------ | ------------ | ------------ | ------------ | ------------ | ------------ | ------------ |

| Whig (16) Tory (10) Conservative (20) Liberal (7) Labour (6) National Labour (1) Peelite (1) | Whig (16) Tory (10) Conservative (20) Liberal (7) Labour (6) National Labour (1) Peelite (1) | Whig (16) Tory (10) Conservative (20) Liberal (7) Labour (6) National Labour (1) Peelite (1) | Whig (16) Tory (10) Conservative (20) Liberal (7) Labour (6) National Labour (1) Peelite (1) | Whig (16) Tory (10) Conservative (20) Liberal (7) Labour (6) National Labour (1) Peelite (1) | Whig (16) Tory (10) Conservative (20) Liberal (7) Labour (6) National Labour (1) Peelite (1)                                                                                              | Whig (16) Tory (10) Conservative (20) Liberal (7) Labour (6) National Labour (1) Peelite (1)                                                                         | Whig (16) Tory (10) Conservative (20) Liberal (7) Labour (6) National Labour (1) Peelite (1)                            | Monarh (kraljestvo)     | Ref.   |
| Portret                                                                                      | Portret                                                                                      | Prvi minister Office (življenjska doba)                                                      | Term of office & mandate Duration in years and days                                          | Term of office & mandate Duration in years and days                                          | Term of office & mandate Duration in years and days | Ministerial offices held as prime minister | Stranka | Monarh (kraljestvo)     | Ref.   |
| -------------------------------------------------------------------------------------------- | -------------------------------------------------------------------------------------------- | -------------------------------------------------------------------------------------------- | -------------------------------------------------------------------------------------------- | -------------------------------------------------------------------------------------------- | --- | --- | --- | ----------------------- | ------ |
|                                                                                              | painting                                                                                     | Robert Walpole MP for King's Lynn (1676–1745)                                                | 3. april 1721                                                                                | 11. februar 1742                                                                             | 1722 | - Chancellor of the Exchequer - First Lord of the Treasury - Leader of the House of Commons                                                                          | Whig | Jurij I. 1714-1727      | [ 1 ]  |
|                                                                                              | painting                                                                                     | Robert Walpole MP for King's Lynn (1676–1745)                                                | 3. april 1721                                                                                | 11. februar 1742                                                                             | 1727 | - Chancellor of the Exchequer - First Lord of the Treasury - Leader of the House of Commons                                                                          | Whig | Jurij II. 1727-1760     | [ 1 ]  |
|                                                                                              | painting                                                                                     | Robert Walpole MP for King's Lynn (1676–1745)                                                | 3. april 1721                                                                                | 11. februar 1742                                                                             | 1734 | - Chancellor of the Exchequer - First Lord of the Treasury - Leader of the House of Commons                                                                          | Whig | Jurij II. 1727-1760     | [ 1 ]  |
|                                                                                              | painting                                                                                     | Robert Walpole MP for King's Lynn (1676–1745)                                                | 3. april 1721                                                                                | 11. februar 1742                                                                             | 1741 | - Chancellor of the Exchequer - First Lord of the Treasury - Leader of the House of Commons                                                                          | Whig | Jurij II. 1727-1760     | [ 1 ]  |
|                                                                                              | painting                                                                                     | Robert Walpole MP for King's Lynn (1676–1745)                                                | 20 let, 314 dni                                                                              |                                                                                              | | - Chancellor of the Exchequer - First Lord of the Treasury - Leader of the House of Commons                                                                          | Whig | Jurij II. 1727-1760     | [ 1 ]  |
|                                                                                              | painting                                                                                     | Spencer Compton 1st Earl of Wilmington (1673–1743)                                           | 16. februar 1742                                                                             | 2. julij 1743                                                                                | — | - First Lord of the Treasury | Whig | Jurij II. 1727-1760     | [ 2 ]  |
|                                                                                              | painting                                                                                     | Spencer Compton 1st Earl of Wilmington (1673–1743)                                           | 1 leto, 136 dni†                                                                             |                                                                                              | | - First Lord of the Treasury | Whig | Jurij II. 1727-1760     | [ 2 ]  |
|                                                                                              | painting                                                                                     | Henry Pelham MP for Sussex (1694–1754)                                                       | 27. avgust 1743                                                                              | 6. marec 1754                                                                                | — | - Chancellor of the Exchequer - First Lord of the Treasury - Leader of the House of Commons                                                                          | Whig | Jurij II. 1727-1760     | [ 3 ]  |
|                                                                                              | painting                                                                                     | Henry Pelham MP for Sussex (1694–1754)                                                       | 27. avgust 1743                                                                              | 6. marec 1754                                                                                | Broad Bottom I | - Chancellor of the Exchequer - First Lord of the Treasury - Leader of the House of Commons                                                                          | Whig | Jurij II. 1727-1760     | [ 3 ]  |
|                                                                                              | painting                                                                                     | Henry Pelham MP for Sussex (1694–1754)                                                       | 27. avgust 1743                                                                              | 6. marec 1754                                                                                | 1747 | - Chancellor of the Exchequer - First Lord of the Treasury - Leader of the House of Commons                                                                          | Whig | Jurij II. 1727-1760     | [ 3 ]  |
|                                                                                              | painting                                                                                     | Henry Pelham MP for Sussex (1694–1754)                                                       | 10 let, 191 dni†                                                                             |                                                                                              | | - Chancellor of the Exchequer - First Lord of the Treasury - Leader of the House of Commons                                                                          | Whig | Jurij II. 1727-1760     | [ 3 ]  |
|                                                                                              | painting                                                                                     | Thomas Pelham-Holles 1st Duke of Newcastle (1693–1768)                                       | 16. marec 1754                                                                               | 11. november 1756                                                                            | 1754 | - First Lord of the Treasury - Leader of the House of Lords | Whig | Jurij II. 1727-1760     | [ 4 ]  |
|                                                                                              | painting                                                                                     | Thomas Pelham-Holles 1st Duke of Newcastle (1693–1768)                                       | 2 leti, 240 dni                                                                              |                                                                                              | | - First Lord of the Treasury - Leader of the House of Lords | Whig | Jurij II. 1727-1760     | [ 4 ]  |
|                                                                                              | painting                                                                                     | William Cavendish 4th Duke of Devonshire (1720–1764)                                         | 16. november 1756                                                                            | 29. junij 1757                                                                               | — | - First Lord of the Treasury - Leader of the House of Lords - Lord Treasurer of Ireland                                                                              | Whig | Jurij II. 1727-1760     | [ 5 ]  |
|                                                                                              | painting                                                                                     | William Cavendish 4th Duke of Devonshire (1720–1764)                                         | 16. november 1756                                                                            | 29. junij 1757                                                                               | 1757 Caretaker | - First Lord of the Treasury - Leader of the House of Lords - Lord Treasurer of Ireland                                                                              | Whig | Jurij II. 1727-1760     | [ 5 ]  |
|                                                                                              | painting                                                                                     | William Cavendish 4th Duke of Devonshire (1720–1764)                                         | 0 let, 225 dni                                                                               |                                                                                              | | - First Lord of the Treasury - Leader of the House of Lords - Lord Treasurer of Ireland                                                                              | Whig | Jurij II. 1727-1760     | [ 5 ]  |
|                                                                                              | painting                                                                                     | Thomas Pelham-Holles 1st Duke of Newcastle (1693–1768)                                       | 29. junij 1757                                                                               | 26. maj 1762                                                                                 | 1761 | - First Lord of the Treasury - Leader of the House of Lords | Whig | Jurij II. 1727-1760     | [ 6 ]  |
|                                                                                              | painting                                                                                     | Thomas Pelham-Holles 1st Duke of Newcastle (1693–1768)                                       | 29. junij 1757                                                                               | 26. maj 1762                                                                                 | 1761 | - First Lord of the Treasury - Leader of the House of Lords | Whig | Jurij III. 1760-1820    | [ 6 ]  |
|                                                                                              | painting                                                                                     | Thomas Pelham-Holles 1st Duke of Newcastle (1693–1768)                                       | 4 leta, 331 dni                                                                              |                                                                                              | | - First Lord of the Treasury - Leader of the House of Lords | Whig |                         | [ 6 ]  |
|                                                                                              | painting                                                                                     | John Stuart 3rd Earl of Bute (1713–1792)                                                     | 26. maj 1762                                                                                 | 8. april 1763                                                                                | — | - First Lord of the Treasury - Leader of the House of Lords | Tory | [ 7 ]                   |        |
| 0 let, 317 dni                                                                               | painting                                                                                     | John Stuart 3rd Earl of Bute (1713–1792)                                                     |                                                                                              |                                                                                              | | - First Lord of the Treasury - Leader of the House of Lords | Tory | [ 7 ]                   |        |
|                                                                                              | painting                                                                                     | George Grenville MP for Buckingham (1712–1770)                                               | 16. april 1763                                                                               | 10. julij 1765                                                                               | — | - Chancellor of the Exchequer - First Lord of the Treasury - Leader of the House of Commons                                                                          | Whig (Grenvillite) | [ 8 ]                   |        |
| 2 leti, 85 dni                                                                               | painting                                                                                     | George Grenville MP for Buckingham (1712–1770)                                               |                                                                                              |                                                                                              | | - Chancellor of the Exchequer - First Lord of the Treasury - Leader of the House of Commons                                                                          | Whig (Grenvillite) | [ 8 ]                   |        |
| painting                                                                                     | Charles Watson-Wentworth 2nd Marquess of Rockingham (1730–1782)                              | 13. julij 1765                                                                               | 30. julij 1766                                                                               | —                                                                                            | - First Lord of the Treasury - Leader of the House of Lords | Whig (Rockinghamite) | [ 9 ] |                         |        |
| painting                                                                                     | Charles Watson-Wentworth 2nd Marquess of Rockingham (1730–1782)                              | 1 leto, 17 dni                                                                               |                                                                                              |                                                                                              | - First Lord of the Treasury - Leader of the House of Lords | Whig (Rockinghamite) | [ 9 ] |                         |        |
| painting                                                                                     | William Pitt the Elder 1st Earl of Chatham (1708–1778)                                       | 30. julij 1766                                                                               | 14. oktober 1768                                                                             | 1768                                                                                         | - Lord Privy Seal | Whig (Chathamite) | [ 10 ] |                         |        |
| painting                                                                                     | William Pitt the Elder 1st Earl of Chatham (1708–1778)                                       | 2 leti, 76 dni                                                                               |                                                                                              |                                                                                              | - Lord Privy Seal | Whig (Chathamite) | [ 10 ] |                         |        |
| painting                                                                                     | Augustus FitzRoy 3rd Duke of Grafton (1735–1811)                                             | 14. oktober 1768                                                                             | 28. januar 1770                                                                              | —                                                                                            | - First Lord of the Treasury - Leader of the House of Lords | Whig (Chathamite) | [ 11 ] |                         |        |
| painting                                                                                     | Augustus FitzRoy 3rd Duke of Grafton (1735–1811)                                             | 1 leto, 106 dni                                                                              |                                                                                              |                                                                                              | - First Lord of the Treasury - Leader of the House of Lords | Whig (Chathamite) | [ 11 ] |                         |        |
|                                                                                              | painting                                                                                     | Frederick North Lord North MP for Banbury (1732–1792)                                        | 28. januar 1770                                                                              | 27. marec 1782                                                                               | 1774 | - Chancellor of the Exchequer - First Lord of the Treasury - Leader of the House of Commons                                                                          | Tory (Northite) | [ 12 ]                  |        |
| 1780                                                                                         | painting                                                                                     | Frederick North Lord North MP for Banbury (1732–1792)                                        | 28. januar 1770                                                                              | 27. marec 1782                                                                               | | - Chancellor of the Exchequer - First Lord of the Treasury - Leader of the House of Commons                                                                          | Tory (Northite) | [ 12 ]                  |        |
| 12 let, 58 dni                                                                               | painting                                                                                     | Frederick North Lord North MP for Banbury (1732–1792)                                        |                                                                                              |                                                                                              | | - Chancellor of the Exchequer - First Lord of the Treasury - Leader of the House of Commons                                                                          | Tory (Northite) | [ 12 ]                  |        |
|                                                                                              | painting                                                                                     | Charles Watson-Wentworth 2nd Marquess of Rockingham (1730–1782)                              | 27. marec 1782                                                                               | 1. julij 1782                                                                                | — | - First Lord of the Treasury | Whig (Rockinghamite) | [ 9 ]                   |        |
| 0 let, 96 dni†                                                                               | painting                                                                                     | Charles Watson-Wentworth 2nd Marquess of Rockingham (1730–1782)                              |                                                                                              |                                                                                              | | - First Lord of the Treasury | Whig (Rockinghamite) | [ 9 ]                   |        |
| painting                                                                                     | William Petty 2nd Earl of Shelburne (1737–1805)                                              | 4. julij 1782                                                                                | 26. marec 1783                                                                               | —                                                                                            | - First Lord of the Treasury - Leader of the House of Lords | Whig (Chathamite) | [ 13 ] |                         |        |
| painting                                                                                     | William Petty 2nd Earl of Shelburne (1737–1805)                                              | 0 let, 265 dni                                                                               |                                                                                              |                                                                                              | - First Lord of the Treasury - Leader of the House of Lords | Whig (Chathamite) | [ 13 ] |                         |        |
| painting                                                                                     | William Cavendish-Bentinck 3rd Duke of Portland (1738–1809)                                  | 2. april 1783                                                                                | 18. december 1783                                                                            | —                                                                                            | - First Lord of the Treasury - Leader of the House of Lords | Whig | [ 14 ] |                         |        |
| painting                                                                                     | William Cavendish-Bentinck 3rd Duke of Portland (1738–1809)                                  | 0 let, 260 dni                                                                               |                                                                                              |                                                                                              | - First Lord of the Treasury - Leader of the House of Lords | Whig | [ 14 ] |                         |        |
|                                                                                              | painting                                                                                     | William Pitt the Younger MP for Appleby, later Cambridge University (1759–1806)              | 19. december 1783                                                                            | 14. marec 1801                                                                               | 1784 | - Chancellor of the Exchequer - First Lord of the Treasury - Leader of the House of Commons                                                                          | Tory (Pittite) | [ 15 ]                  |        |
| 1790                                                                                         | painting                                                                                     | William Pitt the Younger MP for Appleby, later Cambridge University (1759–1806)              | 19. december 1783                                                                            | 14. marec 1801                                                                               | | - Chancellor of the Exchequer - First Lord of the Treasury - Leader of the House of Commons                                                                          | Tory (Pittite) | [ 15 ]                  |        |
| 1796                                                                                         | painting                                                                                     | William Pitt the Younger MP for Appleby, later Cambridge University (1759–1806)              | 19. december 1783                                                                            | 14. marec 1801                                                                               | | - Chancellor of the Exchequer - First Lord of the Treasury - Leader of the House of Commons                                                                          | Tory (Pittite) | [ 15 ]                  |        |
| 17 let, 85 dni                                                                               | painting                                                                                     | William Pitt the Younger MP for Appleby, later Cambridge University (1759–1806)              |                                                                                              |                                                                                              | | - Chancellor of the Exchequer - First Lord of the Treasury - Leader of the House of Commons                                                                          | Tory (Pittite) | [ 15 ]                  |        |
| painting                                                                                     | Henry Addington MP for Devizes (1757–1844)                                                   | 17. marec 1801                                                                               | 10. maj 1804                                                                                 | 1801                                                                                         | - Chancellor of the Exchequer - First Lord of the Treasury - Leader of the House of Commons                                                                                               | Tory (Addingtonian) | [ 16 ] |                         |        |
| painting                                                                                     | Henry Addington MP for Devizes (1757–1844)                                                   | 17. marec 1801                                                                               | 10. maj 1804                                                                                 | 1802                                                                                         | - Chancellor of the Exchequer - First Lord of the Treasury - Leader of the House of Commons                                                                                               | Tory (Addingtonian) | [ 16 ] |                         |        |
| painting                                                                                     | Henry Addington MP for Devizes (1757–1844)                                                   | 3 leta, 54 dni                                                                               |                                                                                              |                                                                                              | - Chancellor of the Exchequer - First Lord of the Treasury - Leader of the House of Commons                                                                                               | Tory (Addingtonian) | [ 16 ] |                         |        |
| painting                                                                                     | William Pitt the Younger MP for Cambridge University (1759–1806)                             | 10. maj 1804                                                                                 | 23. januar 1806                                                                              | —                                                                                            | - Chancellor of the Exchequer - First Lord of the Treasury - Leader of the House of Commons                                                                                               | Tory (Pittite) | [ 17 ] |                         |        |
| painting                                                                                     | William Pitt the Younger MP for Cambridge University (1759–1806)                             | 1 leto, 258 dni†                                                                             |                                                                                              |                                                                                              | - Chancellor of the Exchequer - First Lord of the Treasury - Leader of the House of Commons                                                                                               | Tory (Pittite) | [ 17 ] |                         |        |
|                                                                                              | painting                                                                                     | William Grenville 1st Baron Grenville (1759–1834)                                            | 11. februar 1806                                                                             | 25. marec 1807                                                                               | 1806 | - First Lord of the Treasury - Leader of the House of Lords | Whig | [ 18 ]                  |        |
| 1 leto, 42 dni                                                                               | painting                                                                                     | William Grenville 1st Baron Grenville (1759–1834)                                            |                                                                                              |                                                                                              | | - First Lord of the Treasury - Leader of the House of Lords | Whig | [ 18 ]                  |        |
|                                                                                              | painting                                                                                     | William Cavendish-Bentinck 3rd Duke of Portland (1738–1809)                                  | 31. marec 1807                                                                               | 4. oktober 1809                                                                              | 1807 | - First Lord of the Treasury | Tory (Pittite) | [ 19 ]                  |        |
| 2 leti, 187 dni                                                                              | painting                                                                                     | William Cavendish-Bentinck 3rd Duke of Portland (1738–1809)                                  |                                                                                              |                                                                                              | | - First Lord of the Treasury | Tory (Pittite) | [ 19 ]                  |        |
| painting                                                                                     | Spencer Perceval MP for Northampton (1762–1812)                                              | 4. oktober 1809                                                                              | 11. maj 1812                                                                                 | —                                                                                            | - Chancellor of the Duchy of Lancaster - Chancellor of the Exchequer - Commissioner of the Treasury for Ireland (1810–1812) - First Lord of the Treasury - Leader of the House of Commons | [ 20 ] | Tory (Pittite) |                         |        |
| painting                                                                                     | Spencer Perceval MP for Northampton (1762–1812)                                              | 2 leti, 220 dni†                                                                             |                                                                                              |                                                                                              | - Chancellor of the Duchy of Lancaster - Chancellor of the Exchequer - Commissioner of the Treasury for Ireland (1810–1812) - First Lord of the Treasury - Leader of the House of Commons | [ 20 ] | Tory (Pittite) |                         |        |
| painting                                                                                     | Robert Jenkinson 2nd Earl of Liverpool (1770–1828)                                           | 8. junij 1812                                                                                | 9. april 1827                                                                                | 1812                                                                                         | - First Lord of the Treasury - Leader of the House of Lords | [ 21 ] | Tory (Pittite) |                         |        |
| painting                                                                                     | Robert Jenkinson 2nd Earl of Liverpool (1770–1828)                                           | 8. junij 1812                                                                                | 9. april 1827                                                                                | 1818                                                                                         | - First Lord of the Treasury - Leader of the House of Lords | [ 21 ] | Tory (Pittite) | Jurij IV. 1820-1830     |        |
| painting                                                                                     | Robert Jenkinson 2nd Earl of Liverpool (1770–1828)                                           | 8. junij 1812                                                                                | 9. april 1827                                                                                | 1820                                                                                         | - First Lord of the Treasury - Leader of the House of Lords | [ 21 ] | Tory (Pittite) | Jurij IV. 1820-1830     |        |
| painting                                                                                     | Robert Jenkinson 2nd Earl of Liverpool (1770–1828)                                           | 8. junij 1812                                                                                | 9. april 1827                                                                                | 1826                                                                                         | - First Lord of the Treasury - Leader of the House of Lords | [ 21 ] | Tory (Pittite) | Jurij IV. 1820-1830     |        |
| painting                                                                                     | Robert Jenkinson 2nd Earl of Liverpool (1770–1828)                                           | 14 let, 305 dni                                                                              |                                                                                              |                                                                                              | - First Lord of the Treasury - Leader of the House of Lords | [ 21 ] | Tory (Pittite) | Jurij IV. 1820-1830     |        |
| painting                                                                                     | George Canning MP for Seaford (1770–1827)                                                    | 12. april 1827                                                                               | 8. avgust 1827                                                                               | —                                                                                            | - Chancellor of the Exchequer - First Lord of the Treasury - Leader of the House of Commons                                                                                               | Tory (Canningite) | [ 22 ] | Jurij IV. 1820-1830     |        |
| painting                                                                                     | George Canning MP for Seaford (1770–1827)                                                    | 0 let, 118 dni†                                                                              |                                                                                              |                                                                                              | - Chancellor of the Exchequer - First Lord of the Treasury - Leader of the House of Commons                                                                                               | Tory (Canningite) | [ 22 ] | Jurij IV. 1820-1830     |        |
| painting                                                                                     | F. J. Robinson 1st Viscount Goderich (1782–1859)                                             | 31. avgust 1827                                                                              | 8. januar 1828                                                                               | —                                                                                            | - First Lord of the Treasury - Leader of the House of Lords | Tory (Canningite) | [ 23 ] | Jurij IV. 1820-1830     |        |
| painting                                                                                     | F. J. Robinson 1st Viscount Goderich (1782–1859)                                             | 0 let, 130 dni                                                                               |                                                                                              |                                                                                              | - First Lord of the Treasury - Leader of the House of Lords | Tory (Canningite) | [ 23 ] | Jurij IV. 1820-1830     |        |
| painting                                                                                     | Arthur Wellesley 1st Duke of Wellington (1769–1852)                                          | 22. januar 1828                                                                              | 16. november 1830                                                                            | 1830                                                                                         | - First Lord of the Treasury - Leader of the House of Lords | Tory | [ 24 ] | Jurij IV. 1820-1830     |        |
| painting                                                                                     | Arthur Wellesley 1st Duke of Wellington (1769–1852)                                          | 2 leti, 298 dni                                                                              | 2 leti, 298 dni                                                                              | 2 leti, 298 dni                                                                              | - First Lord of the Treasury - Leader of the House of Lords | Tory | [ 24 ] | Viljem IV. 1830-1837    |        |
|                                                                                              | painting                                                                                     | Charles Grey 2nd Earl Grey (1764–1845)                                                       | 22. november 1830                                                                            | 9. julij 1834                                                                                | 1831 | - First Lord of the Treasury - Leader of the House of Lords | Whig | Viljem IV. 1830-1837    | [ 25 ] |
| 1832                                                                                         | painting                                                                                     | Charles Grey 2nd Earl Grey (1764–1845)                                                       | 22. november 1830                                                                            | 9. julij 1834                                                                                | | - First Lord of the Treasury - Leader of the House of Lords | Whig | Viljem IV. 1830-1837    | [ 25 ] |
| 3 leta, 229 dni                                                                              | painting                                                                                     | Charles Grey 2nd Earl Grey (1764–1845)                                                       |                                                                                              |                                                                                              | | - First Lord of the Treasury - Leader of the House of Lords | Whig | Viljem IV. 1830-1837    | [ 25 ] |
| painting                                                                                     | William Lamb 2nd Viscount Melbourne (1779–1848)                                              | 16. julij 1834                                                                               | 14. november 1834                                                                            | —                                                                                            | - First Lord of the Treasury - Leader of the House of Lords | [ 26 ] | Whig | Viljem IV. 1830-1837    |        |
| painting                                                                                     | William Lamb 2nd Viscount Melbourne (1779–1848)                                              | 0 let, 121 dni                                                                               |                                                                                              |                                                                                              | - First Lord of the Treasury - Leader of the House of Lords | [ 26 ] | Whig | Viljem IV. 1830-1837    |        |
|                                                                                              | photograph                                                                                   | Arthur Wellesley 1st Duke of Wellington (1769–1852)                                          | 17. november 1834                                                                            | 9. december 1834                                                                             | — | - First Lord of the Treasury - Leader of the House of Lords - Sec. of State for Foreign Affairs - Sec. of State for the Home Dept - Sec. of State for War & Colonies | Tory | Viljem IV. 1830-1837    | [ 27 ] |
| 0 let, 22 dni                                                                                | photograph                                                                                   | Arthur Wellesley 1st Duke of Wellington (1769–1852)                                          |                                                                                              |                                                                                              | | - First Lord of the Treasury - Leader of the House of Lords - Sec. of State for Foreign Affairs - Sec. of State for the Home Dept - Sec. of State for War & Colonies | Tory | Viljem IV. 1830-1837    | [ 27 ] |
|                                                                                              | painting                                                                                     | Robert Peel MP for Tamworth (1788–1850)                                                      | 10. december 1834                                                                            | 8. april 1835                                                                                | — | - Chancellor of the Exchequer - First Lord of the Treasury - Leader of the House of Commons                                                                          | Konservativci | Viljem IV. 1830-1837    | [ 28 ] |
| 0 let, 119 dni                                                                               | painting                                                                                     | Robert Peel MP for Tamworth (1788–1850)                                                      |                                                                                              |                                                                                              | | - Chancellor of the Exchequer - First Lord of the Treasury - Leader of the House of Commons                                                                          | Konservativci | Viljem IV. 1830-1837    | [ 28 ] |
|                                                                                              | painting                                                                                     | William Lamb 2nd Viscount Melbourne (1779–1848)                                              | 18. april 1835                                                                               | 30. avgust 1841                                                                              | 1835 | - First Lord of the Treasury - Leader of the House of Lords | Whig | Viljem IV. 1830-1837    | [ 29 ] |
| 1837                                                                                         | painting                                                                                     | William Lamb 2nd Viscount Melbourne (1779–1848)                                              | 18. april 1835                                                                               | 30. avgust 1841                                                                              | Viktorija 1837-1901 | - First Lord of the Treasury - Leader of the House of Lords | Whig |                         | [ 29 ] |
| 6 let, 134 dni                                                                               | painting                                                                                     | William Lamb 2nd Viscount Melbourne (1779–1848)                                              |                                                                                              |                                                                                              | Viktorija 1837-1901 | - First Lord of the Treasury - Leader of the House of Lords | Whig |                         | [ 29 ] |
|                                                                                              | painting                                                                                     | Robert Peel MP for Tamworth (1788–1850)                                                      | 30. avgust 1841                                                                              | 29. junij 1846                                                                               | Viktorija 1837-1901 | 1841 | - First Lord of the Treasury - Leader of the House of Commons                                                           | Konservativci           | [ 28 ] |
| 4 leta, 303 dni                                                                              | painting                                                                                     | Robert Peel MP for Tamworth (1788–1850)                                                      |                                                                                              |                                                                                              | Viktorija 1837-1901 | | - First Lord of the Treasury - Leader of the House of Commons                                                           | Konservativci           | [ 28 ] |
|                                                                                              | photograph                                                                                   | Lord John Russell MP for City of London (1792–1878)                                          | 30. junij 1846                                                                               | 21. februar 1852                                                                             | Viktorija 1837-1901 | 1847 | - First Lord of the Treasury - Leader of the House of Commons                                                           | Whig                    | [ 30 ] |
| 5 let, 236 dni                                                                               | photograph                                                                                   | Lord John Russell MP for City of London (1792–1878)                                          |                                                                                              |                                                                                              | Viktorija 1837-1901 | | - First Lord of the Treasury - Leader of the House of Commons                                                           | Whig                    | [ 30 ] |
|                                                                                              | engraving                                                                                    | Edward Smith-Stanley 14th Earl of Derby (1799–1869)                                          | 23. februar 1852                                                                             | 17. december 1852                                                                            | Viktorija 1837-1901 | 1852 | - First Lord of the Treasury - Leader of the House of Lords                                                             | Konservativci           | [ 31 ] |
| 0 let, 298 dni                                                                               | engraving                                                                                    | Edward Smith-Stanley 14th Earl of Derby (1799–1869)                                          |                                                                                              |                                                                                              | Viktorija 1837-1901 | | - First Lord of the Treasury - Leader of the House of Lords                                                             | Konservativci           | [ 31 ] |
|                                                                                              | engraving                                                                                    | George Hamilton-Gordon 4th Earl of Aberdeen (1784–1860)                                      | 19. december 1852                                                                            | 30. januar 1855                                                                              | Viktorija 1837-1901 | — | - First Lord of the Treasury - Leader of the House of Lords                                                             | Peelite                 | [ 32 ] |
| 2 leti, 42 dni                                                                               | engraving                                                                                    | George Hamilton-Gordon 4th Earl of Aberdeen (1784–1860)                                      |                                                                                              |                                                                                              | Viktorija 1837-1901 | | - First Lord of the Treasury - Leader of the House of Lords                                                             | Peelite                 | [ 32 ] |
|                                                                                              | photograph                                                                                   | Henry John Temple 3rd Viscount Palmerston MP for Tiverton (1784–1865)                        | 6. februar 1855                                                                              | 19. februar 1858                                                                             | Viktorija 1837-1901 | 1857 | - First Lord of the Treasury - Leader of the House of Commons                                                           | Whig                    | [ 33 ] |
| 3 leta, 13 dni                                                                               | photograph                                                                                   | Henry John Temple 3rd Viscount Palmerston MP for Tiverton (1784–1865)                        |                                                                                              |                                                                                              | Viktorija 1837-1901 | | - First Lord of the Treasury - Leader of the House of Commons                                                           | Whig                    | [ 33 ] |
|                                                                                              | engraving                                                                                    | Edward Smith-Stanley 14th Earl of Derby (1799–1869)                                          | 20. februar 1858                                                                             | 11. junij 1859                                                                               | Viktorija 1837-1901 | — | - First Lord of the Treasury - Leader of the House of Lords                                                             | Konservativci           | [ 34 ] |
| 1 leto, 111 dni                                                                              | engraving                                                                                    | Edward Smith-Stanley 14th Earl of Derby (1799–1869)                                          |                                                                                              |                                                                                              | Viktorija 1837-1901 | | - First Lord of the Treasury - Leader of the House of Lords                                                             | Konservativci           | [ 34 ] |
|                                                                                              | photograph                                                                                   | Henry John Temple 3rd Viscount Palmerston MP for Tiverton (1784–1865)                        | 12. junij 1859                                                                               | 18. oktober 1865                                                                             | Viktorija 1837-1901 | 1859 | - First Lord of the Treasury - Leader of the House of Commons                                                           | Liberalci               | [ 35 ] |
| 1865                                                                                         | photograph                                                                                   | Henry John Temple 3rd Viscount Palmerston MP for Tiverton (1784–1865)                        | 12. junij 1859                                                                               | 18. oktober 1865                                                                             | Viktorija 1837-1901 | | - First Lord of the Treasury - Leader of the House of Commons                                                           | Liberalci               | [ 35 ] |
| 6 let, 128 dni†                                                                              | photograph                                                                                   | Henry John Temple 3rd Viscount Palmerston MP for Tiverton (1784–1865)                        |                                                                                              |                                                                                              | Viktorija 1837-1901 | | - First Lord of the Treasury - Leader of the House of Commons                                                           | Liberalci               | [ 35 ] |
| photograph                                                                                   | John Russell 1st Earl Russell (1792–1878)                                                    | 29. oktober 1865                                                                             | 26. junij 1866                                                                               | —                                                                                            | Viktorija 1837-1901 | - First Lord of the Treasury - Leader of the House of Lords | [ 30 ] | Liberalci               |        |
| photograph                                                                                   | John Russell 1st Earl Russell (1792–1878)                                                    | 0 let, 240 dni                                                                               |                                                                                              |                                                                                              | Viktorija 1837-1901 | - First Lord of the Treasury - Leader of the House of Lords | [ 30 ] | Liberalci               |        |
|                                                                                              | engraving                                                                                    | Edward Smith-Stanley 14th Earl of Derby (1799–1869)                                          | 28. junij 1866                                                                               | 25. februar 1868                                                                             | Viktorija 1837-1901 | — | - First Lord of the Treasury - Leader of the House of Lords                                                             | Konservativci           | [ 36 ] |
| 1 leto, 242 dni                                                                              | engraving                                                                                    | Edward Smith-Stanley 14th Earl of Derby (1799–1869)                                          |                                                                                              |                                                                                              | Viktorija 1837-1901 | | - First Lord of the Treasury - Leader of the House of Lords                                                             | Konservativci           | [ 36 ] |
| photograph                                                                                   | Benjamin Disraeli MP for Buckinghamshire (1804–1881)                                         | See also § Main articles:1                                                                   | See also § Main articles:1                                                                   | See also § Main articles:1                                                                   | Viktorija 1837-1901 | - First Lord of the Treasury - Leader of the House of Commons | [ 37 ] | Konservativci           |        |
| photograph                                                                                   | Benjamin Disraeli MP for Buckinghamshire (1804–1881)                                         | 27. februar 1868                                                                             | 1. december 1868                                                                             | —                                                                                            | Viktorija 1837-1901 | - First Lord of the Treasury - Leader of the House of Commons | [ 37 ] | Konservativci           |        |
| photograph                                                                                   | Benjamin Disraeli MP for Buckinghamshire (1804–1881)                                         | 0 let, 278 dni                                                                               |                                                                                              |                                                                                              | Viktorija 1837-1901 | - First Lord of the Treasury - Leader of the House of Commons | [ 37 ] | Konservativci           |        |
|                                                                                              | photograph                                                                                   | William Ewart Gladstone MP for Midlothian (1809–1898)                                        | See also § Main articles:2                                                                   | See also § Main articles:2                                                                   | See also § Main articles:2 | - Chancellor of the Exchequer (1873–1874) - First Lord of the Treasury - Leader of the House of Commons                                                              | Liberalci | [ 38 ]                  |        |
| 3. december 1868                                                                             | photograph                                                                                   | William Ewart Gladstone MP for Midlothian (1809–1898)                                        | 17. februar 1874                                                                             | 1868                                                                                         | Viktorija 1837-1901 | - Chancellor of the Exchequer (1873–1874) - First Lord of the Treasury - Leader of the House of Commons                                                              | Liberalci | [ 38 ]                  |        |
| 5 let, 76 dni                                                                                | photograph                                                                                   | William Ewart Gladstone MP for Midlothian (1809–1898)                                        |                                                                                              |                                                                                              | Viktorija 1837-1901 | - Chancellor of the Exchequer (1873–1874) - First Lord of the Treasury - Leader of the House of Commons                                                              | Liberalci | [ 38 ]                  |        |
|                                                                                              | photograph                                                                                   | Benjamin Disraeli 1st Earl of Beaconsfield (1804–1881)                                       | See also § Main articles:1                                                                   | See also § Main articles:1                                                                   | See also § Main articles:1 | - First Lord of the Treasury - Leader of the House of Commons (1874–1876) - Leader of the House of Lords (1876–1880) - Lord Privy Seal (1876–1878)                   | Konservativci | [ 39 ]                  |        |
| 20. februar 1874                                                                             | photograph                                                                                   | Benjamin Disraeli 1st Earl of Beaconsfield (1804–1881)                                       | 21. april 1880                                                                               | 1874                                                                                         | Viktorija 1837-1901 | - First Lord of the Treasury - Leader of the House of Commons (1874–1876) - Leader of the House of Lords (1876–1880) - Lord Privy Seal (1876–1878)                   | Konservativci | [ 39 ]                  |        |
| 6 let, 61 dni                                                                                | photograph                                                                                   | Benjamin Disraeli 1st Earl of Beaconsfield (1804–1881)                                       |                                                                                              |                                                                                              | Viktorija 1837-1901 | - First Lord of the Treasury - Leader of the House of Commons (1874–1876) - Leader of the House of Lords (1876–1880) - Lord Privy Seal (1876–1878)                   | Konservativci | [ 39 ]                  |        |
|                                                                                              | photograph                                                                                   | William Ewart Gladstone MP for Midlothian (1809–1898)                                        | See also § Main articles:2                                                                   | See also § Main articles:2                                                                   | See also § Main articles:2 | - Chancellor of the Exchequer (1880–1882) - First Lord of the Treasury - Leader of the House of Commons                                                              | Liberalci | [ 40 ]                  |        |
| 23. april 1880                                                                               | photograph                                                                                   | William Ewart Gladstone MP for Midlothian (1809–1898)                                        | 9. junij 1885                                                                                | 1880                                                                                         | Viktorija 1837-1901 | - Chancellor of the Exchequer (1880–1882) - First Lord of the Treasury - Leader of the House of Commons                                                              | Liberalci | [ 40 ]                  |        |
| 5 let, 47 dni                                                                                | photograph                                                                                   | William Ewart Gladstone MP for Midlothian (1809–1898)                                        |                                                                                              |                                                                                              | Viktorija 1837-1901 | - Chancellor of the Exchequer (1880–1882) - First Lord of the Treasury - Leader of the House of Commons                                                              | Liberalci | [ 40 ]                  |        |
|                                                                                              | photograph                                                                                   | Robert Gascoyne-Cecil 3rd Marquess of Salisbury (1830–1903)                                  | 23. junij 1885                                                                               | 28. januar 1886                                                                              | Viktorija 1837-1901 | — | - Leader of the House of Lords - Sec. of State for Foreign Affairs                                                      | Konservativci           | [ 41 ] |
| 0 let, 219 dni                                                                               | photograph                                                                                   | Robert Gascoyne-Cecil 3rd Marquess of Salisbury (1830–1903)                                  |                                                                                              |                                                                                              | Viktorija 1837-1901 | | - Leader of the House of Lords - Sec. of State for Foreign Affairs                                                      | Konservativci           | [ 41 ] |
|                                                                                              | photograph                                                                                   | William Ewart Gladstone MP for Midlothian (1809–1898)                                        | See also § Main articles:2                                                                   | See also § Main articles:2                                                                   | See also § Main articles:2 | - First Lord of the Treasury - Leader of the House of Commons - Lord Privy Seal                                                                                      | Liberalci | [ 40 ]                  |        |
| 1. februar 1886                                                                              | photograph                                                                                   | William Ewart Gladstone MP for Midlothian (1809–1898)                                        | 20. julij 1886                                                                               | 1885                                                                                         | Viktorija 1837-1901 | - First Lord of the Treasury - Leader of the House of Commons - Lord Privy Seal                                                                                      | Liberalci | [ 40 ]                  |        |
| 0 let, 169 dni                                                                               | photograph                                                                                   | William Ewart Gladstone MP for Midlothian (1809–1898)                                        |                                                                                              |                                                                                              | Viktorija 1837-1901 | - First Lord of the Treasury - Leader of the House of Commons - Lord Privy Seal                                                                                      | Liberalci | [ 40 ]                  |        |
|                                                                                              | photograph                                                                                   | Robert Gascoyne-Cecil 3rd Marquess of Salisbury (1830–1903)                                  | 25. julij 1886                                                                               | 11. avgust 1892                                                                              | Viktorija 1837-1901 | 1886 | - First Lord of the Treasury (1886–1887) - Leader of the House of Lords - Sec. of State for Foreign Affairs (1887–1892) | Konservativci           | [ 42 ] |
| 6 let, 17 dni                                                                                | photograph                                                                                   | Robert Gascoyne-Cecil 3rd Marquess of Salisbury (1830–1903)                                  |                                                                                              |                                                                                              | Viktorija 1837-1901 | | - First Lord of the Treasury (1886–1887) - Leader of the House of Lords - Sec. of State for Foreign Affairs (1887–1892) | Konservativci           | [ 42 ] |
|                                                                                              | photograph                                                                                   | William Ewart Gladstone MP for Midlothian (1809–1898)                                        | See also § Main articles:2                                                                   | See also § Main articles:2                                                                   | See also § Main articles:2 | - First Lord of the Treasury - Leader of the House of Commons - Lord Privy Seal                                                                                      | Liberalci | [ 40 ]                  |        |
| 15. avgust 1892                                                                              | photograph                                                                                   | William Ewart Gladstone MP for Midlothian (1809–1898)                                        | 2. marec 1894                                                                                | 1892                                                                                         | Viktorija 1837-1901 | - First Lord of the Treasury - Leader of the House of Commons - Lord Privy Seal                                                                                      | Liberalci | [ 40 ]                  |        |
| 1 leto, 199 dni                                                                              | photograph                                                                                   | William Ewart Gladstone MP for Midlothian (1809–1898)                                        |                                                                                              |                                                                                              | Viktorija 1837-1901 | - First Lord of the Treasury - Leader of the House of Commons - Lord Privy Seal                                                                                      | Liberalci | [ 40 ]                  |        |
| photograph                                                                                   | Archibald Primrose 5th Earl of Rosebery (1847–1929)                                          | 5. marec 1894                                                                                | 22. junij 1895                                                                               | —                                                                                            | Viktorija 1837-1901 | - First Lord of the Treasury - Leader of the House of Lords - Lord President of the Council                                                                          | Liberalci | [ 43 ]                  |        |
| photograph                                                                                   | Archibald Primrose 5th Earl of Rosebery (1847–1929)                                          | 1 leto, 109 dni                                                                              |                                                                                              |                                                                                              | Viktorija 1837-1901 | - First Lord of the Treasury - Leader of the House of Lords - Lord President of the Council                                                                          | Liberalci | [ 43 ]                  |        |
|                                                                                              | photograph                                                                                   | Robert Gascoyne-Cecil 3rd Marquess of Salisbury (1830–1903)                                  | 25. junij 1895                                                                               | 11. julij 1902                                                                               | Viktorija 1837-1901 | 1895 | - Leader of the House of Lords - Lord Privy Seal (1900–1902) - Sec. of State for Foreign Affairs (1895–1900)            | Konservativci           | [ 44 ] |
| 1900                                                                                         | photograph                                                                                   | Robert Gascoyne-Cecil 3rd Marquess of Salisbury (1830–1903)                                  | 25. junij 1895                                                                               | 11. julij 1902                                                                               | Edvard VII. 1901-1910 | | - Leader of the House of Lords - Lord Privy Seal (1900–1902) - Sec. of State for Foreign Affairs (1895–1900)            | Konservativci           | [ 44 ] |
| 7 let, 16 dni                                                                                | photograph                                                                                   | Robert Gascoyne-Cecil 3rd Marquess of Salisbury (1830–1903)                                  |                                                                                              |                                                                                              | Edvard VII. 1901-1910 | | - Leader of the House of Lords - Lord Privy Seal (1900–1902) - Sec. of State for Foreign Affairs (1895–1900)            | Konservativci           | [ 44 ] |
| photograph                                                                                   | Arthur Balfour MP for Manchester East (1848–1930)                                            | 12. julij 1902                                                                               | 4. december 1905                                                                             | —                                                                                            | Edvard VII. 1901-1910 | - First Lord of the Treasury - Leader of the House of Commons - Lord Privy Seal (1902–1903)                                                                          | [ 45 ] | Konservativci           |        |
| photograph                                                                                   | Arthur Balfour MP for Manchester East (1848–1930)                                            | 3 leta, 145 dni                                                                              |                                                                                              |                                                                                              | Edvard VII. 1901-1910 | - First Lord of the Treasury - Leader of the House of Commons - Lord Privy Seal (1902–1903)                                                                          | [ 45 ] | Konservativci           |        |
|                                                                                              | photograph                                                                                   | Henry Campbell-Bannerman MP for Stirling Burghs (1836–1908)                                  | 5. december 1905                                                                             | 3. april 1908                                                                                | Edvard VII. 1901-1910 | 1906 | - First Lord of the Treasury - Leader of the House of Commons                                                           | Liberalci               | [ 46 ] |
| 2 leti, 120 dni                                                                              | photograph                                                                                   | Henry Campbell-Bannerman MP for Stirling Burghs (1836–1908)                                  |                                                                                              |                                                                                              | Edvard VII. 1901-1910 | | - First Lord of the Treasury - Leader of the House of Commons                                                           | Liberalci               | [ 46 ] |
| photograph                                                                                   | H. H. Asquith MP for East Fife (1852–1928)                                                   | 8. april 1908                                                                                | 5. december 1916                                                                             | —                                                                                            | Edvard VII. 1901-1910 | - First Lord of the Treasury - Leader of the House of Commons - Sec. of State for War (1914)                                                                         | [ 47 ] | Liberalci               |        |
| photograph                                                                                   | H. H. Asquith MP for East Fife (1852–1928)                                                   | 8. april 1908                                                                                | 5. december 1916                                                                             | Jan.1910                                                                                     | Jurij V. 1910-1936 | - First Lord of the Treasury - Leader of the House of Commons - Sec. of State for War (1914)                                                                         | [ 47 ] | Liberalci               |        |
| photograph                                                                                   | H. H. Asquith MP for East Fife (1852–1928)                                                   | 8. april 1908                                                                                | 5. december 1916                                                                             | Dec.1910                                                                                     | Jurij V. 1910-1936 | - First Lord of the Treasury - Leader of the House of Commons - Sec. of State for War (1914)                                                                         | [ 47 ] | Liberalci               |        |
| photograph                                                                                   | H. H. Asquith MP for East Fife (1852–1928)                                                   | 8. april 1908                                                                                | 5. december 1916                                                                             | —                                                                                            | Jurij V. 1910-1936 | - First Lord of the Treasury - Leader of the House of Commons - Sec. of State for War (1914)                                                                         | [ 47 ] | Liberalci               |        |
| photograph                                                                                   | H. H. Asquith MP for East Fife (1852–1928)                                                   | 8 let, 242 dni                                                                               |                                                                                              |                                                                                              | Jurij V. 1910-1936 | - First Lord of the Treasury - Leader of the House of Commons - Sec. of State for War (1914)                                                                         | [ 47 ] | Liberalci               |        |
| photograph                                                                                   | David Lloyd George MP for Caernarfon (1863–1945)                                             | 6. december 1916                                                                             | 19. oktober 1922                                                                             | —                                                                                            | Jurij V. 1910-1936 | - First Lord of the Treasury | [ 48 ] | Liberalci               |        |
| photograph                                                                                   | David Lloyd George MP for Caernarfon (1863–1945)                                             | 6. december 1916                                                                             | 19. oktober 1922                                                                             | 1918                                                                                         | Jurij V. 1910-1936 | - First Lord of the Treasury | [ 48 ] | Liberalci               |        |
| photograph                                                                                   | David Lloyd George MP for Caernarfon (1863–1945)                                             | 5 let, 317 dni                                                                               |                                                                                              |                                                                                              | Jurij V. 1910-1936 | - First Lord of the Treasury | [ 48 ] | Liberalci               |        |
|                                                                                              | photograph                                                                                   | Bonar Law MP for Glasgow Central (1858–1923)                                                 | 23. oktober 1922                                                                             | 20. maj 1923                                                                                 | Jurij V. 1910-1936 | 1922 | - First Lord of the Treasury - Leader of the House of Commons                                                           | Konservativci (Scot.U.) | [ 49 ] |
| 0 let, 209 dni                                                                               | photograph                                                                                   | Bonar Law MP for Glasgow Central (1858–1923)                                                 |                                                                                              |                                                                                              | Jurij V. 1910-1936 | | - First Lord of the Treasury - Leader of the House of Commons                                                           | Konservativci (Scot.U.) | [ 49 ] |
| photograph                                                                                   | Stanley Baldwin MP for Bewdley (1867–1947)                                                   | 22. maj 1923                                                                                 | 22. januar 1924                                                                              | —                                                                                            | Jurij V. 1910-1936 | - Chancellor of the Exchequer (1923) - First Lord of the Treasury - Leader of the House of Commons                                                                   | Konservativci | [ 50 ]                  |        |
| photograph                                                                                   | Stanley Baldwin MP for Bewdley (1867–1947)                                                   | 0 let, 245 dni                                                                               |                                                                                              |                                                                                              | Jurij V. 1910-1936 | - Chancellor of the Exchequer (1923) - First Lord of the Treasury - Leader of the House of Commons                                                                   | Konservativci | [ 50 ]                  |        |
|                                                                                              | photograph                                                                                   | Ramsay MacDonald MP for Aberavon (1866–1937)                                                 | 22. januar 1924                                                                              | 4. november 1924                                                                             | Jurij V. 1910-1936 | 1923 | - First Lord of the Treasury - Leader of the House of Commons - Sec. of State for Foreign Affairs                       | Laburisti               | [ 51 ] |
| 0 let, 287 dni                                                                               | photograph                                                                                   | Ramsay MacDonald MP for Aberavon (1866–1937)                                                 |                                                                                              |                                                                                              | Jurij V. 1910-1936 | | - First Lord of the Treasury - Leader of the House of Commons - Sec. of State for Foreign Affairs                       | Laburisti               | [ 51 ] |
|                                                                                              | photograph                                                                                   | Stanley Baldwin MP for Bewdley (1867–1947)                                                   | 4. november 1924                                                                             | 4. junij 1929                                                                                | Jurij V. 1910-1936 | 1924 | - First Lord of the Treasury - Leader of the House of Commons                                                           | Konservativci           | [ 52 ] |
| 4 leta, 212 dni                                                                              | photograph                                                                                   | Stanley Baldwin MP for Bewdley (1867–1947)                                                   |                                                                                              |                                                                                              | Jurij V. 1910-1936 | | - First Lord of the Treasury - Leader of the House of Commons                                                           | Konservativci           | [ 52 ] |
|                                                                                              | photograph                                                                                   | Ramsay MacDonald MP for Seaham (1866–1937)                                                   | 5. junij 1929                                                                                | 7. junij 1935                                                                                | Jurij V. 1910-1936 | 1929 | - First Lord of the Treasury - Leader of the House of Commons                                                           | Laburisti               | [ 53 ] |
|                                                                                              | photograph                                                                                   | Ramsay MacDonald MP for Seaham (1866–1937)                                                   | 5. junij 1929                                                                                | 7. junij 1935                                                                                | Jurij V. 1910-1936 | — | - First Lord of the Treasury - Leader of the House of Commons                                                           | National Labour         | [ 53 ] |
| 1931                                                                                         | photograph                                                                                   | Ramsay MacDonald MP for Seaham (1866–1937)                                                   | 5. junij 1929                                                                                | 7. junij 1935                                                                                | Jurij V. 1910-1936 | | - First Lord of the Treasury - Leader of the House of Commons                                                           | National Labour         | [ 53 ] |
| 6 let, 2 dneva                                                                               | photograph                                                                                   | Ramsay MacDonald MP for Seaham (1866–1937)                                                   |                                                                                              |                                                                                              | Jurij V. 1910-1936 | | - First Lord of the Treasury - Leader of the House of Commons                                                           | National Labour         | [ 53 ] |
|                                                                                              | photograph                                                                                   | Stanley Baldwin MP for Bewdley (1867–1947)                                                   | 7. junij 1935                                                                                | 28. maj 1937                                                                                 | Jurij V. 1910-1936 | 1935 | - First Lord of the Treasury - Leader of the House of Commons                                                           | Konservativci           | [ 54 ] |
|                                                                                              | photograph                                                                                   | Stanley Baldwin MP for Bewdley (1867–1947)                                                   | 7. junij 1935                                                                                | 28. maj 1937                                                                                 | Edvard VIII. 1936 | 1935 | - First Lord of the Treasury - Leader of the House of Commons                                                           | Konservativci           | [ 54 ] |
|                                                                                              | photograph                                                                                   | Stanley Baldwin MP for Bewdley (1867–1947)                                                   | 1 leto, 355 dni                                                                              | 1 leto, 355 dni                                                                              | 1 leto, 355 dni | Jurij VI. 1936-1952 | - First Lord of the Treasury - Leader of the House of Commons                                                           | Konservativci           | [ 54 ] |
|                                                                                              |                                                                                              | Neville Chamberlain MP for Birmingham Edgbaston (1869–1940)                                  | 28. maj 1937                                                                                 | 10. maj 1940                                                                                 | — | Jurij VI. 1936-1952 | - First Lord of the Treasury - Leader of the House of Commons                                                           | Konservativci           | [ 55 ] |
|                                                                                              | Chamberlain War                                                                              | Neville Chamberlain MP for Birmingham Edgbaston (1869–1940)                                  | 28. maj 1937                                                                                 | 10. maj 1940                                                                                 | | Jurij VI. 1936-1952 | - First Lord of the Treasury - Leader of the House of Commons                                                           | Konservativci           | [ 55 ] |
|                                                                                              | 2 leti, 348 dni                                                                              | Neville Chamberlain MP for Birmingham Edgbaston (1869–1940)                                  |                                                                                              |                                                                                              | | Jurij VI. 1936-1952 | - First Lord of the Treasury - Leader of the House of Commons                                                           | Konservativci           | [ 55 ] |
|                                                                                              | photograph                                                                                   | Winston Churchill MP for Epping (1874–1965)                                                  | 10. maj 1940                                                                                 | 26. julij 1945                                                                               | — | Jurij VI. 1936-1952 | - First Lord of the Treasury - Leader of the House of Commons (1940–1942) - Minister of Defence                         | Konservativci           | [ 56 ] |
|                                                                                              | photograph                                                                                   | Winston Churchill MP for Epping (1874–1965)                                                  | 5 let, 77 dni                                                                                |                                                                                              | | Jurij VI. 1936-1952 | - First Lord of the Treasury - Leader of the House of Commons (1940–1942) - Minister of Defence                         | Konservativci           | [ 56 ] |
|                                                                                              | photograph                                                                                   | Clement Attlee MP for Limehouse (1883–1967)                                                  | 26. julij 1945                                                                               | 26. oktober 1951                                                                             | 1945 | Jurij VI. 1936-1952 | - First Lord of the Treasury - Minister of Defence (1945–1946)                                                          | Laburisti               | [ 57 ] |
| 1950                                                                                         | photograph                                                                                   | Clement Attlee MP for Limehouse (1883–1967)                                                  | 26. julij 1945                                                                               | 26. oktober 1951                                                                             | | Jurij VI. 1936-1952 | - First Lord of the Treasury - Minister of Defence (1945–1946)                                                          | Laburisti               | [ 57 ] |
| 6 let, 92 dni                                                                                | photograph                                                                                   | Clement Attlee MP for Limehouse (1883–1967)                                                  |                                                                                              |                                                                                              | | Jurij VI. 1936-1952 | - First Lord of the Treasury - Minister of Defence (1945–1946)                                                          | Laburisti               | [ 57 ] |
|                                                                                              | photograph                                                                                   | Winston Churchill MP for Woodford (1874–1965)                                                | 26. oktober 1951                                                                             | 5. april 1955                                                                                | 1951 | Jurij VI. 1936-1952 | - First Lord of the Treasury - Minister of Defence (1951–1952)                                                          | Konservativci           | [ 58 ] |
| 3 leta, 161 dni                                                                              | 3 leta, 161 dni                                                                              | 3 leta, 161 dni                                                                              | Elizabeta II. 1952-2022                                                                      |                                                                                              | | | - First Lord of the Treasury - Minister of Defence (1951–1952)                                                          | Konservativci           | [ 58 ] |
| photograph                                                                                   | Anthony Eden MP for Warwick and Leamington (1897–1977)                                       | 6. april 1955                                                                                | Elizabeta II. 1952-2022                                                                      | 9. januar 1957                                                                               | 1955 | - First Lord of the Treasury | [ 59 ] | Konservativci           |        |
| photograph                                                                                   | Anthony Eden MP for Warwick and Leamington (1897–1977)                                       | 1 leto, 278 dni                                                                              | Elizabeta II. 1952-2022                                                                      |                                                                                              | | - First Lord of the Treasury | [ 59 ] | Konservativci           |        |
| photograph                                                                                   | Harold Macmillan MP for Bromley (1894–1986)                                                  | 10. januar 1957                                                                              | Elizabeta II. 1952-2022                                                                      | 18. oktober 1963                                                                             | — | - First Lord of the Treasury | [ 60 ] | Konservativci           |        |
| photograph                                                                                   | Harold Macmillan MP for Bromley (1894–1986)                                                  | 10. januar 1957                                                                              | Elizabeta II. 1952-2022                                                                      | 18. oktober 1963                                                                             | 1959 | - First Lord of the Treasury | [ 60 ] | Konservativci           |        |
| photograph                                                                                   | Harold Macmillan MP for Bromley (1894–1986)                                                  | 6 let, 281 dni                                                                               | Elizabeta II. 1952-2022                                                                      |                                                                                              | | - First Lord of the Treasury | [ 60 ] | Konservativci           |        |
| photograph                                                                                   | Alec Douglas-Home MP for Kinross and Western Perthshire (1903–1995)                          | 19. oktober 1963                                                                             | Elizabeta II. 1952-2022                                                                      | 16. oktober 1964                                                                             | — | - First Lord of the Treasury | Konservativci (Scot.U.)                                                                                                 | [ 61 ]                  |        |
| photograph                                                                                   | Alec Douglas-Home MP for Kinross and Western Perthshire (1903–1995)                          | 0 let, 363 dni                                                                               | Elizabeta II. 1952-2022                                                                      |                                                                                              | | - First Lord of the Treasury | Konservativci (Scot.U.)                                                                                                 | [ 61 ]                  |        |
|                                                                                              | photograph                                                                                   | Harold Wilson MP for Huyton (1916–1995)                                                      | Elizabeta II. 1952-2022                                                                      | 16. oktober 1964                                                                             | 19. junij 1970 | 1964 | - First Lord of the Treasury - Minister for the Civil Service (1968–1970)                                               | Laburisti               | [ 62 ] |
| 1966                                                                                         | photograph                                                                                   | Harold Wilson MP for Huyton (1916–1995)                                                      | Elizabeta II. 1952-2022                                                                      | 16. oktober 1964                                                                             | 19. junij 1970 | | - First Lord of the Treasury - Minister for the Civil Service (1968–1970)                                               | Laburisti               | [ 62 ] |
| 5 let, 246 dni                                                                               | photograph                                                                                   | Harold Wilson MP for Huyton (1916–1995)                                                      | Elizabeta II. 1952-2022                                                                      |                                                                                              | | | - First Lord of the Treasury - Minister for the Civil Service (1968–1970)                                               | Laburisti               | [ 62 ] |
|                                                                                              | photograph                                                                                   | Edward Heath MP for Bexley (1916–2005)                                                       | Elizabeta II. 1952-2022                                                                      | 19. junij 1970                                                                               | 4. marec 1974 | 1970 | - First Lord of the Treasury - Minister for the Civil Service                                                           | Konservativci           | [ 63 ] |
| 3 leta, 258 dni                                                                              | photograph                                                                                   | Edward Heath MP for Bexley (1916–2005)                                                       | Elizabeta II. 1952-2022                                                                      |                                                                                              | | | - First Lord of the Treasury - Minister for the Civil Service                                                           | Konservativci           | [ 63 ] |
|                                                                                              | photograph                                                                                   | Harold Wilson MP for Huyton (1916–1995)                                                      | Elizabeta II. 1952-2022                                                                      | 4. marec 1974                                                                                | 5. april 1976 | Feb.1974 | - First Lord of the Treasury - Minister for the Civil Service                                                           | Laburisti               | [ 62 ] |
| Oct.1974                                                                                     | photograph                                                                                   | Harold Wilson MP for Huyton (1916–1995)                                                      | Elizabeta II. 1952-2022                                                                      | 4. marec 1974                                                                                | 5. april 1976 | | - First Lord of the Treasury - Minister for the Civil Service                                                           | Laburisti               | [ 62 ] |
| 2 leti, 32 dni                                                                               | photograph                                                                                   | Harold Wilson MP for Huyton (1916–1995)                                                      | Elizabeta II. 1952-2022                                                                      |                                                                                              | | | - First Lord of the Treasury - Minister for the Civil Service                                                           | Laburisti               | [ 62 ] |
|                                                                                              | James Callaghan MP for Cardiff South East (1912–2005)                                        | 5. april 1976                                                                                | Elizabeta II. 1952-2022                                                                      | 4. maj 1979                                                                                  | — | - First Lord of the Treasury - Minister for the Civil Service | [ 64 ] | Laburisti               |        |
| 3 leta, 29 dni                                                                               | James Callaghan MP for Cardiff South East (1912–2005)                                        |                                                                                              | Elizabeta II. 1952-2022                                                                      |                                                                                              | | - First Lord of the Treasury - Minister for the Civil Service | [ 64 ] | Laburisti               |        |
|                                                                                              | photograph                                                                                   | Margaret Thatcher MP for Finchley (1925–2013)                                                | Elizabeta II. 1952-2022                                                                      | See also § Main articles:3                                                                   | See also § Main articles:3 | See also § Main articles:3 | - First Lord of the Treasury - Minister for the Civil Service                                                           | Konservativci           | [ 65 ] |
| 4. maj 1979                                                                                  | photograph                                                                                   | Margaret Thatcher MP for Finchley (1925–2013)                                                | Elizabeta II. 1952-2022                                                                      | 28. november 1990                                                                            | 1979 | | - First Lord of the Treasury - Minister for the Civil Service                                                           | Konservativci           | [ 65 ] |
| 4. maj 1979                                                                                  | photograph                                                                                   | Margaret Thatcher MP for Finchley (1925–2013)                                                | Elizabeta II. 1952-2022                                                                      | 28. november 1990                                                                            | 1983 | | - First Lord of the Treasury - Minister for the Civil Service                                                           | Konservativci           | [ 65 ] |
| 4. maj 1979                                                                                  | photograph                                                                                   | Margaret Thatcher MP for Finchley (1925–2013)                                                | Elizabeta II. 1952-2022                                                                      | 28. november 1990                                                                            | 1987 | | - First Lord of the Treasury - Minister for the Civil Service                                                           | Konservativci           | [ 65 ] |
| 11 let, 208 dni                                                                              | photograph                                                                                   | Margaret Thatcher MP for Finchley (1925–2013)                                                | Elizabeta II. 1952-2022                                                                      |                                                                                              | | | - First Lord of the Treasury - Minister for the Civil Service                                                           | Konservativci           | [ 65 ] |
|                                                                                              | John Major MP for Huntingdon (born 1943)                                                     | See also § Main articles:4                                                                   | See also § Main articles:4                                                                   | See also § Main articles:4                                                                   | - First Lord of the Treasury - Minister for the Civil Service | [ 66 ] | | Konservativci           |        |
| 28. november 1990                                                                            | John Major MP for Huntingdon (born 1943)                                                     | 2. maj 1997                                                                                  | Elizabeta II. 1952-2022                                                                      | —                                                                                            | - First Lord of the Treasury - Minister for the Civil Service | [ 66 ] | | Konservativci           |        |
| 28. november 1990                                                                            | John Major MP for Huntingdon (born 1943)                                                     | 2. maj 1997                                                                                  | Elizabeta II. 1952-2022                                                                      | 1992                                                                                         | - First Lord of the Treasury - Minister for the Civil Service | [ 66 ] | | Konservativci           |        |
| 6 let, 155 dni                                                                               | John Major MP for Huntingdon (born 1943)                                                     |                                                                                              | Elizabeta II. 1952-2022                                                                      |                                                                                              | - First Lord of the Treasury - Minister for the Civil Service | [ 66 ] | | Konservativci           |        |
|                                                                                              | photograph                                                                                   | Tony Blair MP for Sedgefield (born 1953)                                                     | Elizabeta II. 1952-2022                                                                      | See also § Main articles:5                                                                   | See also § Main articles:5 | See also § Main articles:5 | - First Lord of the Treasury - Minister for the Civil Service                                                           | Laburisti               | [ 67 ] |
| 2. maj 1997                                                                                  | photograph                                                                                   | Tony Blair MP for Sedgefield (born 1953)                                                     | Elizabeta II. 1952-2022                                                                      | 27. junij 2007                                                                               | 1997 | | - First Lord of the Treasury - Minister for the Civil Service                                                           | Laburisti               | [ 67 ] |
| 2. maj 1997                                                                                  | photograph                                                                                   | Tony Blair MP for Sedgefield (born 1953)                                                     | Elizabeta II. 1952-2022                                                                      | 27. junij 2007                                                                               | 2001 | | - First Lord of the Treasury - Minister for the Civil Service                                                           | Laburisti               | [ 67 ] |
| 2. maj 1997                                                                                  | photograph                                                                                   | Tony Blair MP for Sedgefield (born 1953)                                                     | Elizabeta II. 1952-2022                                                                      | 27. junij 2007                                                                               | 2005 | | - First Lord of the Treasury - Minister for the Civil Service                                                           | Laburisti               | [ 67 ] |
| 10 let, 56 dni                                                                               | photograph                                                                                   | Tony Blair MP for Sedgefield (born 1953)                                                     | Elizabeta II. 1952-2022                                                                      |                                                                                              | | | - First Lord of the Treasury - Minister for the Civil Service                                                           | Laburisti               | [ 67 ] |
| photograph                                                                                   | Gordon Brown MP for Kirkcaldy and Cowdenbeath (born 1951)                                    | See also § Main articles:6                                                                   | See also § Main articles:6                                                                   | See also § Main articles:6                                                                   | - First Lord of the Treasury - Minister for the Civil Service | [ 68 ] | | Laburisti               |        |
| photograph                                                                                   | Gordon Brown MP for Kirkcaldy and Cowdenbeath (born 1951)                                    | 27. junij 2007                                                                               | Elizabeta II. 1952-2022                                                                      | 11. maj 2010                                                                                 | - First Lord of the Treasury - Minister for the Civil Service | [ 68 ] | — | Laburisti               |        |
| photograph                                                                                   | Gordon Brown MP for Kirkcaldy and Cowdenbeath (born 1951)                                    | 2 leti, 318 dni                                                                              | Elizabeta II. 1952-2022                                                                      |                                                                                              | - First Lord of the Treasury - Minister for the Civil Service | [ 68 ] | | Laburisti               |        |
|                                                                                              | photograph                                                                                   | David Cameron MP for Witney (born 1966)                                                      | Elizabeta II. 1952-2022                                                                      | See also § Main articles:7                                                                   | See also § Main articles:7 | See also § Main articles:7 | - First Lord of the Treasury - Minister for the Civil Service                                                           | Konservativci           | [ 69 ] |
| 11. maj 2010                                                                                 | photograph                                                                                   | David Cameron MP for Witney (born 1966)                                                      | Elizabeta II. 1952-2022                                                                      | 13. julij 2016                                                                               | 2010 | | - First Lord of the Treasury - Minister for the Civil Service                                                           | Konservativci           | [ 69 ] |
| 11. maj 2010                                                                                 | photograph                                                                                   | David Cameron MP for Witney (born 1966)                                                      | Elizabeta II. 1952-2022                                                                      | 13. julij 2016                                                                               | 2015 | | - First Lord of the Treasury - Minister for the Civil Service                                                           | Konservativci           | [ 69 ] |
| 6 let, 63 dni                                                                                | photograph                                                                                   | David Cameron MP for Witney (born 1966)                                                      | Elizabeta II. 1952-2022                                                                      |                                                                                              | | | - First Lord of the Treasury - Minister for the Civil Service                                                           | Konservativci           | [ 69 ] |
| photograph                                                                                   | Theresa May MP for Maidenhead (born 1956)                                                    | See also § Main articles:8                                                                   | See also § Main articles:8                                                                   | See also § Main articles:8                                                                   | - First Lord of the Treasury - Minister for the Civil Service | [ 70 ] | | Konservativci           |        |
| photograph                                                                                   | Theresa May MP for Maidenhead (born 1956)                                                    | 13. julij 2016                                                                               | Elizabeta II. 1952-2022                                                                      | 24. julij 2019                                                                               | - First Lord of the Treasury - Minister for the Civil Service | [ 70 ] | — | Konservativci           |        |
| photograph                                                                                   | Theresa May MP for Maidenhead (born 1956)                                                    | 13. julij 2016                                                                               | Elizabeta II. 1952-2022                                                                      | 24. julij 2019                                                                               | - First Lord of the Treasury - Minister for the Civil Service | [ 70 ] | 2017 | Konservativci           |        |
| photograph                                                                                   | Theresa May MP for Maidenhead (born 1956)                                                    | 3 leta, 11 dni                                                                               | Elizabeta II. 1952-2022                                                                      |                                                                                              | - First Lord of the Treasury - Minister for the Civil Service | [ 70 ] | | Konservativci           |        |
| photograph                                                                                   | Boris Johnson MP for Uxbridge and South Ruislip (born 1964)                                  | See also § Main articles:9                                                                   | See also § Main articles:9                                                                   | See also § Main articles:9                                                                   | - First Lord of the Treasury - Minister for the Civil Service - Minister for the Union | [ 71 ] | | Konservativci           |        |
| photograph                                                                                   | Boris Johnson MP for Uxbridge and South Ruislip (born 1964)                                  | 24. julij 2019                                                                               | Elizabeta II. 1952-2022                                                                      | 6. september 2022                                                                            | - First Lord of the Treasury - Minister for the Civil Service - Minister for the Union | [ 71 ] | — | Konservativci           |        |
| photograph                                                                                   | Boris Johnson MP for Uxbridge and South Ruislip (born 1964)                                  | 24. julij 2019                                                                               | Elizabeta II. 1952-2022                                                                      | 6. september 2022                                                                            | - First Lord of the Treasury - Minister for the Civil Service - Minister for the Union | [ 71 ] | 2019 | Konservativci           |        |
| photograph                                                                                   | Boris Johnson MP for Uxbridge and South Ruislip (born 1964)                                  | 3 leta, 44 dni                                                                               | Elizabeta II. 1952-2022                                                                      |                                                                                              | - First Lord of the Treasury - Minister for the Civil Service - Minister for the Union | [ 71 ] | | Konservativci           |        |
| photograph                                                                                   | Liz Truss MP for South West Norfolk (born 1975)                                              | See also § Main articles:10                                                                  | See also § Main articles:10                                                                  | See also § Main articles:10                                                                  | - First Lord of the Treasury - Minister for the Civil Service - Minister for the Union | | | Konservativci           |        |
| photograph                                                                                   | Liz Truss MP for South West Norfolk (born 1975)                                              | 6. september 2022                                                                            | 25. oktober 2022                                                                             | —                                                                                            | - First Lord of the Treasury - Minister for the Civil Service - Minister for the Union | Karel III. 2022-danes | | Konservativci           |        |
| photograph                                                                                   | Liz Truss MP for South West Norfolk (born 1975)                                              | 0 let, 49 dni                                                                                |                                                                                              |                                                                                              | - First Lord of the Treasury - Minister for the Civil Service - Minister for the Union | Karel III. 2022-danes | | Konservativci           |        |
| photograph                                                                                   | Rishi Sunak MP for Richmond (Yorks) (born 1980)                                              | See also § Main articles:10                                                                  | See also § Main articles:10                                                                  | See also § Main articles:10                                                                  | - First Lord of the Treasury - Minister for the Civil Service - Minister for the Union | Karel III. 2022-danes | | Konservativci           |        |
| photograph                                                                                   | Rishi Sunak MP for Richmond (Yorks) (born 1980)                                              | 25. oktober 2022                                                                             | 5. julij 2024                                                                                | —                                                                                            | - First Lord of the Treasury - Minister for the Civil Service - Minister for the Union | Karel III. 2022-danes | | Konservativci           |        |
| photograph                                                                                   | Rishi Sunak MP for Richmond (Yorks) (born 1980)                                              | 2 leti, 247 dni                                                                              |                                                                                              |                                                                                              | - First Lord of the Treasury - Minister for the Civil Service - Minister for the Union | Karel III. 2022-danes | | Konservativci           |        |
|                                                                                              |                                                                                              | Keir Starmer (rojen 1962)                                                                    | 5. julij 2024                                                                                | na funkciji                                                                                  | | | Laburisti |                         |        |
| Prvi minister Office (življenjska doba)                                                      | Prvi minister Office (življenjska doba)                                                      | Prvi minister Office (življenjska doba)                                                      | Term of office & mandate                                                                     | Term of office & mandate                                                                     | Term of office & mandate | Ministerial offices | Stranka | Monarh                  | Ref.   |

### Sporno
| Whig (2)                                | Whig (2)                                         | Whig (2)                                      | Whig (2)                                            | Whig (2)                                            | Whig (2)                                            | Whig (2)                                 | Whig (2) | Monarh              |
| Naslov Prvi minister (življenjska doba) | Naslov Prvi minister (življenjska doba)          | Naslov Prvi minister (življenjska doba)       | Term of office & mandate Duration in years and days | Term of office & mandate Duration in years and days | Term of office & mandate Duration in years and days | Ministrske funkcije kot predsednik vlade | Stranka  | Monarh              |
| --------------------------------------- | ------------------------------------------------ | --------------------------------------------- | --------------------------------------------------- | --------------------------------------------------- | --------------------------------------------------- | ---------------------------------------- | -------- | ------------------- |
|                                         | painting                                         | William Pulteney 1st Earl of Bath (1684–1764) | 10. februar 1746                                    | 12. februar 1746                                    | –                                                   | - First Lord of the Treasury             | Whig     | Jurij II. 1727-1760 |
| 0 let, 2 dneva                          | painting                                         | William Pulteney 1st Earl of Bath (1684–1764) |                                                     |                                                     |                                                     | - First Lord of the Treasury             | Whig     | Jurij II. 1727-1760 |
| painting                                | James Waldegrave 2nd Earl Waldegrave (1715–1763) | 8. junij 1757                                 | 12. junij 1757                                      | –                                                   |                                                     | - First Lord of the Treasury             | Whig     | Jurij II. 1727-1760 |
| painting                                | James Waldegrave 2nd Earl Waldegrave (1715–1763) | 0 let, 4 dni                                  |                                                     |                                                     |                                                     | - First Lord of the Treasury             | Whig     | Jurij II. 1727-1760 |

1. ↑  Pitt, for the first five days of his premiership (30 July – 4 August 1766), served as a Member of Parliament for Bath. He relinquished his Commons seat in order to take the office of Lord Privy Seal, which required his elevation to the House of Lords.
2. ↑  Pitt ran under a different constituency in the 1784 British general election.
3. ↑  Disraeli was elevated to the House of Lords in 1876, two years into his second premiership. Consequently, he relinquished his Commons seat and office as MP for Buckinghamshire.

1. ↑  Eccleshall & Walker 2002, str. ;1, 5; Englefield, Seaton & White 1995, str. ;1–5; Pryde et al. 1996, str. ;45–46.
2. ↑  Cook & Stevenson 1988, str. 41; Eccleshall & Walker 2002, str. 14; Englefield, Seaton & White 1995, str. ;7–10; Jones & Jones 1986, str. 222.
3. ↑  Cook & Stevenson 1988, str. ;41–42; Eccleshall & Walker 2002, str. 17; Englefield, Seaton & White 1995, str. ;11–15.
4. ↑  Eccleshall & Walker 2002, str. 28; Englefield, Seaton & White 1995, str. ;16–21.
5. ↑  Cook & Stevenson 1988, str. 44; Courthope 1838, str. 19; Eccleshall & Walker 2002, str. 34; Englefield, Seaton & White 1995, str. ;23–26; Schumann & Schweizer 2012, str. 143.
6. ↑  Cook & Stevenson 1980, str. 11; Eccleshall & Walker 2002, str. 28; Englefield, Seaton & White 1995, str. ;16–21; Pryde et al. 1996, str. 46; Tout 1910, str. 740.
7. ↑  Eccleshall & Walker 2002, str. 36; Englefield, Seaton & White 1995, str. ;28–31; Jones & Jones 1986, str. 223; Tout 1910, str. 740.
8. ↑  Eccleshall & Walker 2002, str. 42; Englefield, Seaton & White 1995, str. ;33–35; Tout 1910, str. 740.
9. 1 2  The British Magazine and Review 1782, str. 79; Eccleshall & Walker 2002, str. ;46, 50; Englefield, Seaton & White 1995, str. ;39–43.
10. ↑  Eccleshall & Walker 2002, str. 54; Englefield, Seaton & White 1995, str. ;45–50; Kebbel 1864, str. 143; Venning 2005, str. 93.
11. ↑  Courthope 1838, str. 9; Eccleshall & Walker 2002, str. 61; Englefield, Seaton & White 1995, str. ;52–56; Venning 2005, str. 93; Vincitorio 1968, str. 156.
12. ↑  Eccleshall & Walker 2002, str. 64; Englefield, Seaton & White 1995, str. ;58–62; Whiteley 1996, str. 24.
13. ↑  Eccleshall & Walker 2002, str. 73; Englefield, Seaton & White 1995, str. ;64–68; Venning 2005, str. 93.
14. ↑  Cook & Stevenson 1980, str. 11; Courthope 1838, str. 25; Eccleshall & Walker 2002, str. 77; Englefield, Seaton & White 1995, str. ;69–74; Venning 2005, str. 93.
15. ↑  Eccleshall & Walker 2002, str. 85; Englefield, Seaton & White 1995, str. ;75–78; Evans 2008, str. 4.
16. ↑  Eccleshall & Walker 2002, str. 94; Englefield, Seaton & White 1995, str. ;83–85; Styles 1829, str. 266.
17. ↑  Eccleshall & Walker 2002, str. 85; Englefield, Seaton & White 1995, str. ;75–77; Evans 2008, str. 4.
18. ↑  Eccleshall & Walker 2002, str. 98; Englefield, Seaton & White 1995, str. ;90–92; Tout 1910, str. 740.
19. ↑  Courthope 1838, str. 25; Eccleshall & Walker 2002, str. 77; Englefield, Seaton & White 1995, str. ;69–74; Evans 2008, str. 4.
20. ↑  Eccleshall & Walker 2002, str. 101; Englefield, Seaton & White 1995, str. ;98–101; Evans 2008, str. 4.
21. ↑  Eccleshall & Walker 2002, str. 106; Englefield, Seaton & White 1995, str. ;104–108; Evans 2008, str. 4; Pryde et al. 1996, str. 47.
22. ↑  Eccleshall & Walker 2002, str. ;116, 133; Englefield, Seaton & White 1995, str. ;110–115.
23. ↑  Eccleshall & Walker 2002, str. ;120, 133; Englefield, Seaton & White 1995, str. ;118–120.
24. ↑  Courthope 1838, str. 33; Eccleshall & Walker 2002, str. 123; Englefield, Seaton & White 1995, str. ;124–130; Pryde et al. 1996, str. 47; Shaw 1906, str. 447; Tout 1910, str. 740.
25. ↑  Eccleshall & Walker 2002, str. 128; Englefield, Seaton & White 1995, str. ;133–139.
26. ↑  Eccleshall & Walker 2002, str. 136; Englefield, Seaton & White 1995, str. ;141–143.
27. ↑  Courthope 1838, str. 33; Eccleshall & Walker 2002, str. 123; Englefield, Seaton & White 1995, str. ;124–130; Evans 2001, str. 471; Mahon & Cardwell 1856, str. 17; Shaw 1906, str. 447.
28. 1 2  Eccleshall & Walker 2002, str. 142; Englefield, Seaton & White 1995, str. ;148–153.
29. ↑  Eccleshall & Walker 2002, str. 136; Englefield, Seaton & White 1995, str. ;141–145; Pryde et al. 1996, str. 47.
30. 1 2  Eccleshall & Walker 2002, str. 151; Englefield, Seaton & White 1995, str. ;155–160.
31. ↑  Eccleshall & Walker 2002, str. 161; Englefield, Seaton & White 1995, str. ;162–164.
32. ↑  Eccleshall & Walker 2002, str. ;159, 167; Englefield, Seaton & White 1995, str. ;169–174; Royal Society of Edinburgh 2006, str. 375; Tout 1910, str. 741.
33. ↑  Disraeli 1855; Eccleshall & Walker 2002, str. 174; Englefield, Seaton & White 1995, str. ;177–184; Royal Society 2007, str. 349.
34. ↑  Eccleshall & Walker 2002, str. 161; Englefield, Seaton & White 1995, str. ;162–164; Tout 1910, str. 741.
35. ↑  Balfour 1910; Eccleshall & Walker 2002, str. 174; Englefield, Seaton & White 1995, str. ;177–184; Royal Society 2007, str. 349.
36. ↑  Eccleshall & Walker 2002, str. 161; Englefield, Seaton & White 1995, str. ;162–167; Tout 1910, str. 741.
37. ↑  Disraeli 1868; Eccleshall & Walker 2002, str. 183; Englefield, Seaton & White 1995, str. ;187–189; Tout 1910, str. 741.
38. ↑  Eccleshall & Walker 2002, str. 196; Englefield, Seaton & White 1995, str. ;195–198; Royal Statistical Society 1892, str. 9.
39. ↑  Chamberlain 1884; Eccleshall & Walker 2002, str. 183; Englefield, Seaton & White 1995, str. ;187–192.
40. 1 2 3  Eccleshall & Walker 2002, str. 196; Englefield, Seaton & White 1995, str. ;195–202; Royal Statistical Society 1892, str. 9.
41. ↑  Eccleshall & Walker 2002, str. 213; Englefield, Seaton & White 1995, str. ;205–210; Mosley 2003, str. 3505.
42. ↑  Eccleshall & Walker 2002, str. 213; Englefield, Seaton & White 1995, str. ;205–210; Locker-Lampson 1907, str. 497; Mosley 2003, str. 3505; Sandys 1910, str. 287.
43. ↑  Eccleshall & Walker 2002, str. 222; Englefield, Seaton & White 1995, str. ;212–215.
44. ↑  Eccleshall & Walker 2002, str. ;213, 221; Englefield, Seaton & White 1995, str. ;205–210; Mosley 2003, str. 3505; Pryde et al. 1996, str. 47; Sandys 1910, str. 287.
45. ↑  Eccleshall & Walker 2002, str. 231; Englefield, Seaton & White 1995, str. ;217–221; Mosley 1999, str. 173; Tout 1910, str. 741.
46. ↑  Eccleshall & Walker 2002, str. 239; Englefield, Seaton & White 1995, str. ;223–227.
47. ↑  Butler & Butler 2010, str. 5; Eccleshall & Walker 2002, str. 244; Englefield, Seaton & White 1995, str. ;229–235; Pryde et al. 1996, str. 48.
48. ↑  Butler & Butler 2010, str. ;6–9; The Constitutional Yearbook 1919, str. 42; Eccleshall & Walker 2002, str. 252; Englefield, Seaton & White 1995, str. ;237–243.
49. ↑  Eccleshall & Walker 2002, str. 262; Englefield, Seaton & White 1995, str. ;246–248; Scully 2018.
50. ↑  Eccleshall & Walker 2002, str. 273; Englefield, Seaton & White 1995, str. ;253–255; Mosley 1999, str. 172.
51. ↑  Eccleshall & Walker 2002, str. 281; Englefield, Seaton & White 1995, str. ;262–264.
52. ↑  Eccleshall & Walker 2002, str. 273; Englefield, Seaton & White 1995, str. ;253–259; Mosley 1999, str. 172.
53. ↑  Butler & Butler 2010, str. 13; Eccleshall & Walker 2002, str. 281; Englefield, Seaton & White 1995, str. ;262–268.
54. ↑  Eccleshall & Walker 2002, str. 273; Englefield, Seaton & White 1995, str. ;253–259; Mosley 1999, str. 172; Pryde et al. 1996, str. 48.
55. ↑  The Annual Register 1941, str. 11; Eccleshall & Walker 2002, str. 289; Englefield, Seaton & White 1995, str. ;270–274.
56. ↑  The Annual Register 1946, str. 11; Butler & Butler 2010, str. ;17–21, 77; Eccleshall & Walker 2002, str. 295; Englefield, Seaton & White 1995, str. ;276–282; The London Gazette 1924.
57. ↑  Eccleshall & Walker 2002, str. 305; Englefield, Seaton & White 1995, str. ;284–289.
58. ↑  BBC On This Day 2005; Eccleshall & Walker 2002, str. 295; Englefield, Seaton & White 1995, str. ;276–282; The London Gazette 1924; Mosley 1999, str. 1868; Pryde et al. 1996, str. 48.
59. ↑  Eccleshall & Walker 2002, str. 315; Englefield, Seaton & White 1995, str. ;291–295.
60. ↑  Eccleshall & Walker 2002, str. 320; Englefield, Seaton & White 1995, str. ;297–303.
61. ↑  Eccleshall & Walker 2002, str. 329; Englefield, Seaton & White 1995, str. ;306–310; Scully 2018.
62. 1 2  Eccleshall & Walker 2002, str. 333; Englefield, Seaton & White 1995, str. ;313–320.
63. ↑  Eccleshall & Walker 2002, str. 343; Englefield, Seaton & White 1995, str. ;322–328; UK Parliament 2005a.
64. ↑  Eccleshall & Walker 2002, str. 350; Englefield, Seaton & White 1995, str. ;331–333; UK Parliament 2005b.
65. ↑  Eccleshall & Walker 2002, str. 358; Englefield, Seaton & White 1995, str. ;340–347; UK Parliament 2013.
66. ↑  Butler & Butler 2010, str. 61; Eccleshall & Walker 2002, str. 384; Englefield, Seaton & White 1995, str. ;350–352.
67. ↑  Butler & Butler 2010, str. ;61, 270; Eccleshall & Walker 2002, str. 392; Seldon 2007, str. ;77, 371, 647; UK Parliament 2017b.
68. ↑  Butler & Butler 2010, str. ;61, 86; UK Parliament 2012.
69. ↑  Butler & Butler 2010, str. ;61, 65; Lee & Beech 2011; Royal Communications 2016; Wheeler 2016.
70. ↑  BBC News 2017; Stamp 2016; UK Parliament 2017a.
71. ↑  BBC News 2019; Kuenssberg 2019; UK Parliament 2022.